# Ted Haworth
Edward „Ted“ Sothern David Haworth (* 26. September 1917 in Cleveland, Ohio; † 18. Februar 1993 in Provo, Utah) war ein US-amerikanischer Szenenbildner beim Film.

## Leben
Ted Haworth kam 1917 als Sohn von Sarah Amelia (geb. Graham) und William Joseph Haworth in Cleveland zur Welt und wuchs mit seinem Bruder Joe und seiner Schwester Cathy in Willoughby, Ohio, auf. Er besuchte die University of Southern California in Los Angeles und arbeitete anschließend in Hollywood, wo er zunächst als Ausstatter und assistierender Szenenbildner bei Warner Brothers beschäftigt war. Bei Alfred Hitchcocks Thriller Der Fremde im Zug (1951) kam er erstmals als sogenannter Art Director zum Einsatz. Die folgenden Jahre arbeitete er bei verschiedenen, zumeist kleinen Produktionsfirmen als Filmarchitekt unter der Leitung weiterer bedeutender Regisseure wie William Wyler, John Huston, Billy Wilder und Sam Peckinpah.
Im Laufe der Jahre wurde Haworth mit anderen Szenenbildnern insgesamt sechsmal für den Oscar in der Kategorie Bestes Szenenbild nominiert, unter anderem für Delbert Manns Sozialstudie Marty (1955) und Wilders legendäre Filmkomödie Manche mögen’s heiß (1959). Für Joshua Logans Sayonara (1957) mit Marlon Brando in der Hauptrolle konnte er den Preis gewinnen. Der New-York-Times-Kritiker Bosley Crowther lobte das „wunderbare japanische Flair“ des Films, dessen „Gärten, getäfelte Gebäude und filigrane Teehäuser in ausgesprochen geschmackvollen Farben gezeigt werden“.
Haworths Ehen mit Miriam Severy, Hallie Stagner und Anna Wackevitch endeten jeweils in Scheidung. Sein Sohn Sean Haworth (* 1966) ist ebenfalls als Szenenbildner tätig. Tochter Maria Haworth ist Schauspielerin, Tochter Jann Haworth wirkt als Malerin und Bildhauerin in England. Ted Haworth verbrachte seine letzten Jahre in Sundance. Er starb 1993 infolge eines Autounfalls an Herzversagen im Utah Valley Regional Hospital in Provo. Sein Grab befindet sich auf dem örtlichen East Lawn Memorial Hills Cemetery. Im Jahr 2009 wurde er in die Hall of Fame der Art Directors Guild aufgenommen.

## Filmografie (Auswahl)
- 1950: Unter Einsatz des Lebens (Southside 1-1000) – Regie: Boris Ingster
- 1951: Der Fremde im Zug (Strangers on a Train) – Regie: Alfred Hitchcock
- 1952: Meuterei auf dem Piratenschiff (Mutiny) – Regie: Edward Dmytryk
- 1952: Achtung! Blondinengangster (Without Warning!) – Regie: Arnold Laven
- 1953: Ich beichte (I Confess) – Regie: Alfred Hitchcock
- 1954: Weißer Herrscher über Tonga (His Majesty O’Keefe) – Regie: Byron Haskin
- 1955: Marty – Regie: Delbert Mann
- 1955: Der Mann aus Kentucky (The Kentuckian) – Regie: Burt Lancaster
- 1956: Die Dämonischen (Invasion of the Body Snatchers) – Regie: Don Siegel
- 1956: Lockende Versuchung (Friendly Persuasion) – Regie: William Wyler
- 1957: Wem die Sterne leuchten (Four Girls in Town) – Regie: Jack Sher
- 1957: Die Junggesellenparty (The Bachelor Party) – Regie: Delbert Mann
- 1957: Sayonara – Regie: Joshua Logan
- 1958: Die Göttin (The Goddess) – Regie: John Cromwell
- 1958: Die Nackten und die Toten (The Naked and the Dead) – Regie: Raoul Walsh
- 1959: Manche mögen’s heiß (Some Like It Hot) – Regie: Billy Wilder
- 1959: Mitten in der Nacht (Middle of the Night) – Regie: Delbert Mann
- 1960: Wer war die Dame? (Who Was That Lady?) – Regie: George Sidney
- 1960: Pepe – Was kann die Welt schon kosten (Pepe) – Regie: George Sidney
- 1961: Der Außenseiter (The Outsider) – Regie: Delbert Mann
- 1962: Der längste Tag (The Longest Day) – Regie: u. a. Ken Annakin
- 1962: Tunnel 28 – Regie: Robert Siodmak
- 1964: Monsieur Cognac (Wild and Wonderful) – Regie: Michael Anderson
- 1964: Immer mit einem anderen (What a Way to Go!) – Regie: J. Lee Thompson
- 1965: Die glorreichen Reiter (The Glory Guys) – Regie: Arnold Laven
- 1966: Gefahr im Tal der Tiger (Maya) – Regie: John Berry
- 1966: Der Mann, der zweimal lebte (Seconds) – Regie: John Frankenheimer
- 1966: Die gefürchteten Vier (The Professionals) – Regie: Richard Brooks
- 1967: Der Weg nach Westen (The Way West) – Regie: Andrew V. McLaglen
- 1968: Pancho Villa reitet (Villa Rides) – Regie: Buzz Kulik
- 1970: Der Brief an den Kreml (The Kremlin Letter) – Regie: John Huston
- 1971: Betrogen (The Beguiled) – Regie: Don Siegel
- 1972: Jeremiah Johnson – Regie: Sydney Pollack
- 1972: Junior Bonner – Regie: Sam Peckinpah
- 1972: Getaway (The Getaway) – Regie: Sam Peckinpah
- 1973: Pat Garrett jagt Billy the Kid (Pat Garrett & Billy the Kid) – Regie: Sam Peckinpah
- 1974: Harry und Tonto (Harry and Tonto) – Regie: Paul Mazursky
- 1975: Die Killer-Elite (The Killer Elite) – Regie: Sam Peckinpah
- 1976: Der Weg allen Fleisches (The Sailor Who Fell from Grace with the Sea) – Regie: Lewis John Carlino
- 1977: Steiner – Das Eiserne Kreuz (Cross of Iron) – Regie: Sam Peckinpah
- 1977: Telefon – Regie: Don Siegel
- 1979: Blutspur (Bloodline) – Regie: Terence Young
- 1981: Yukon (Death Hunt) – Regie: Peter R. Hunt
- 1985: Zeit der Vergeltung (The Legend of Billie Jean) – Regie: Matthew Robbins
- 1986: Poltergeist II – Die andere Seite (Poltergeist II: The Other Side) – Regie: Brian Gibson
- 1987: Das Wunder in der 8. Straße (*batteries not included) – Regie: Matthew Robbins
- 1992: Mr. Baseball – Regie: Fred Schepisi

## Auszeichnungen
Oscar – Bestes Szenenbild
Nominiert:
- 1956: Marty (zusammen mit Walter M. Simonds, Robert Priestley)
- 1960: Manche mögen’s heiß (zusammen mit Edward G. Boyle)
- 1961: Pepe – Was kann die Welt schon kosten (zusammen mit William Kiernan)
- 1963: Der längste Tag (zusammen mit Léon Barsacq, Vincent Korda, Gabriel Béchir)
- 1965: Immer mit einem anderen (zusammen mit Jack Martin Smith, Walter M. Scott, Stuart A. Reiss)

Gewonnen:
- 1958: Sayonara (zusammen mit Robert Priestley)